# Antonio Poma
Antonio Poma (né le 12 juin 1910 à Villanterio en Lombardie et mort le 24 septembre 1985 à Bologne) est un cardinal italien de l'Église catholique du XXe siècle, archevêque de Bologne de 1968 à 1983.

## Biographie
Antonio Poma étudie à Pavie et à Rome. Il est secrétaire de l'évêque de Mantoue, professeur et recteur au séminaire de Pavie. Il est élu évêque titulaire  de Thagaste (de) et évêque auxiliaire de Mantoue en  1951. En 1952 il est nommé coadjuteur de Mantoue et il devient évêque de Mantoue en 1954.
Il est nommé archevêque titulaire de Gerpiniano (de) et coadjuteur de Bologne en 1967 et succède au cardinal Giacomo Lercaro comme archevêque de Bologne en 1968.
Le pape Paul VI le crée cardinal lors du consistoire du 28 avril 1969. Il préside la Conférence épiscopale italienne de 1969 à 1979. Il participe aux conclaves de 1978 (élection de Jean-Paul Ier et de Jean-Paul II). Il se retire de sa charge d'archevêque en 1983.